# Jozef van den Berg

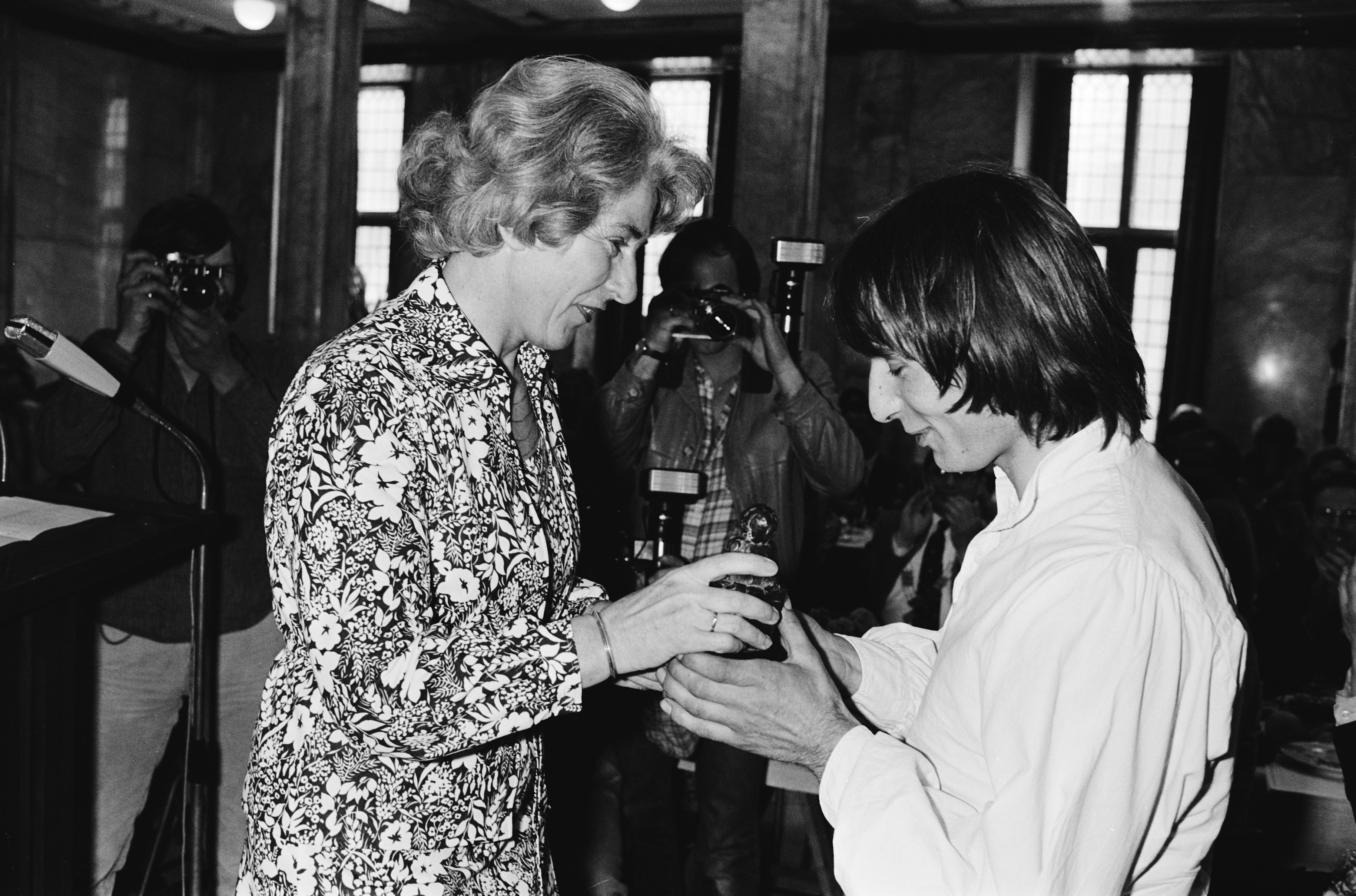
Van den Berg ontvangt de Hans Snoekprijs 1980 uit handen van minister Gardeniers (CRM)

Jozef van den Berg (Beers (Noord-Brabant), 22 augustus 1949 – Sochos (Griekenland), 13 oktober 2023) was een Nederlands poppenspeler, toneelschrijver en acteur, die later als kluizenaar ging leven.

## Jeugd
Vanaf zijn zevende jaar bracht Van den Berg zijn jeugd door in Cuijk, waar zijn vader 'Huize Maasouwe' had gekocht en een accountantskantoor hield. Vader was eerder onderwijzer geweest aan lagere scholen. Het gezin bestond uit elf kinderen. Op 30 januari 1962, toen hij twaalf jaar oud was, overleed zijn vader en daarna ook zijn beste vriend Frits. Van den Berg wilde als kind priester worden, zijn moeder gaf hem daarom ter gelegenheid van sinterklaas op maat gemaakte priesterkleren om priestertje te spelen. Op tienjarige leeftijd speelde hij de rol van farizeeër in een passiespel van de welpen van Cuijk. Op dertienjarige leeftijd had hij een vriendinnetje, waardoor de priesterroeping naar de achtergrond verdween.
Gedurende de middelbareschooltijd op het Bisschoppelijk College in Roermond was hij zeer actief in het schooltoneel. Hij vertolkte Sisyphos in het stuk Sisyphos en de dood, Reinaert de vos in Reinaerdie, een toneelbewerking van Van den vos Reynaerde door Harrie Dister, en later, geïnspireerd door Henk van Ulsen, met veel succes Dagboek van een gek van Nikolaj Gogol.

## Poppenspeler
Eind jaren 1960, na het behalen van het diploma gymnasium, deed hij toelatingsexamen en begon met de toneelschool in Arnhem, waar hij in het begin van het tweede studiejaar mee stopte. Hij ging eerst samenwonen in Arnhem en verhuisde later naar Groningen. Hij vroeg bijstand aan en begon met poppenkast spelen. Met paard en wagen en trok hij al poppenspelend rond. In die tijd trad hij toe tot de Gurdjieff-beweging.
In Groningen trad Van den Berg in 1973 in het huwelijk. Het echtpaar kreeg vier kinderen. De latere toneelregisseur Lotte van den Berg is een van zijn dochters. In Groningen woonde hij in een boerderijtje en huurde een kelder in de Zwanestraat, waar hij op woensdagmiddag speelde voor kinderen en op vrijdagavond voor volwassenen. Uiteindelijk haalde hij het voordoek van de poppenkast weg en werd zo een speler met poppen die zichtbaar is voor het publiek. Er kwam een voorstelling met een titel. Trekkende in een woonwagen verzorgde Van den Berg op allerlei plaatsen voorstellingen.

### Succes
In 1980 kreeg hij de Hans Snoekprijs voor de voorstelling Appeloog, vertrok uit Groningen en ging wonen in het Betuwse Herwijnen, waar hij Huis Kerkenstein kocht. Daar schreef hij Moeke en de Dwaas voor het Holland Festival. In 1980 en 1981 speelde hij Moeke en de Dwaas, dat een doorbraak zou betekenen. Deze voorstelling speelde hij onder meer in Parijs, de Verenigde Staten en Japan. Hij was de jongeman en de poppen waren zijn familie. Karakters waren onder ander Luc de kluizenaar, de materialistische en opportunistische Portemonnee, de oude wijze maar strenge Mevrouw de Heks, de alles beredenerende Mijnheer de Koning, de melancholieke Grootoog, de romantische neuroot Frederik de Vogel, Pietje de Rups en Mannetje Pluim. In 1981 kreeg Van den Berg de CJP-Podiumprijs. Een aantal van zijn voorstellingen werd op televisie uitgezonden door de VPRO.
In 1988 en 1989 speelde Jozef van den Berg zijn laatste voorstelling Genoeg Gewacht, wat een reactie was op Wachten op Godot van Samuel Beckett. Deze voorstelling maakte hij voor zijn ernstig zieke broer Aloys. Dit stuk heeft hij tachtig maal gespeeld, in Nederland en op een festival in New York. Het was zijn ultieme zoektocht en getuigenis van zijn bekering. In de voorstelling gebruikte hij de muziek van de Stabat Mater van Vivaldi, gezongen door Aafje Heynis. Aloys van den Berg, zijn broer, is in een rolstoel enkele keren naar Genoeg Gewacht komen kijken. Op 1 juli 1989 overleed hij na een lang ziekbed aan een hersentumor.

### Ommekeer
Op 14 september 1989 was in Antwerpen de Belgische première van Genoeg Gewacht. Die middag werd Van den Berg naar eigen zeggen geroepen door God en moest hij daar gehoor aan geven. Voor de aanvang van de voorstelling zei hij tegen zijn publiek:
“Ik zal het u proberen uit te leggen. Ik hoop dat u één ding voor mij hebt en dat is respect voor mijn beslissing. Ik zal nooit meer spelen. Ik ben een werkelijkheid genaderd die niet meer te spelen is. Ik heb ontzettend lang gezocht, ben overal geweest. Uiteindelijk kwam ik tot de conclusie en die conclusie ben ik nu zelf, dat de zoeker zoekt, maar hij wordt gevonden. Daarom sta ik vanavond voor het laatst op de planken.
Ik heb een voorstelling willen maken die "Genoeg Gewacht" heet... U denkt nog steeds dat het niet waar is, wat ik zeg... (gelach van het publiek) U vergist u en dat is het bedrieglijke van theater. Theater is onwaar. U weet nog steeds niet dat het waar is wat ik zeg. U denkt: hij houdt me voor de gek. Hij gaat wel iets doen. U gelooft het nog steeds niet. (gelach van het publiek) Daarom heb ik besloten om vanaf nu, per ingang van vanavond, nooit meer hier, op een podium, te staan. Dus daarom, dames en heren: om deze Man, om Christus, daarom alleen heb ik dit stuk gezocht. Ik weet nu dat dit zo is en ik stap uit dit vak. En daarom heb ik besloten, voor mij is het voorbij. Ik kan niet iedere avond hier hetzelfde verhaal vertellen. Ik vertel het aan u, omdat u hier vanavond bent en ik ook. Voor mij is het voorbij. Ik zoek de werkelijkheid. Ik kan geen dingen meer zeggen die niet waar voor mij zijn. Ik zeg u allen goeiendag. Mijn theaterleven zit er wat dat betreft op. Ik ga. Het ga u allen goed. Het geld wat u hebt betaald kunt u terugkrijgen bij de kassa. Tot ziens.”
Er heerste een diepe stilte, de zaal reageerde geëmotioneerd. Zo kwam op 14 september 1989 om 19.55 uur (vijf minuten voor aanvang van de voorstelling) een einde aan de toneelcarrière van Jozef van den Berg.
Van den Berg begon in 1990 aan een nieuwe voorstelling De Omgekeerde Wereld te schrijven en ging datzelfde jaar over naar de Orthodoxe Kerk. Omdat hij overspannen was, kwam De Omgekeerde Wereld nooit tot stand, hoewel er al 40.000 kaarten verkocht waren. Ook het stuk De Ontmoeting, waar hij in 1991 aan begon, kwam nooit af. Op 21 juni 1991 speelde hij in de Streekschouwburg in Cuijk, de eerste en enige try-out. Beide stukken waren religieus geïnspireerd.

## Kluizenaar
Jozef van den Berg ging vanaf juli 1991 een bestaan leiden als kluizenaar, eerst in de fietsenstalling van het gemeentehuis in Neerijnen, later in een zelfgebouwde kapel in de achtertuin van een dorpsgenoot. Hij kreeg door zijn levenswijze veel aandacht in de media, zoals in 1993 en 2001 een interview door Rik Felderhof in het NCRV-programma De Stoel, in 1995 in het NCRV-programma Rondom Tien en in 2020 in het televisieprogramma Floortje Blijft Hier van Floortje Dessing. In 2007 maakte Auke Hamers de film Ik Speel niet meer, over zijn leven en religieuze opvattingen. In 2010 maakte het tv-programma Man Bijt Hond een kort portret van hem.
Op 4 september 2014 kwam hij onverwacht naar het Theaterfestival in De Singel in Antwerpen voor de boekpresentatie van de door Francis Jonckheere geschreven biografie Jozef van den Berg, van poppenspeler tot acteur van Christus om over zijn historisch afscheid te praten.
Van den Berg verliet Neerijnen in augustus 2023 en reisde naar Sochos in Griekenland, waar hij in oktober 2023 op 74-jarige leeftijd overleed in het orthodoxe Transfiguratieklooster.

## Voorstellingen
- Het wonderbaarlijke leventje van klein mannetje Pluim
- "Improvisaties" voor volwassenen
- Samenkomst der Poppen (1977)
- Mijn Beste Vriend (1978/1979)
- Holle bolle buik (1978/1979)
- De marskramer (1979/1980)
- Moeke en de Dwaas (1980 - volwassenen, reprise 1989)
- Appeloog (1981/1982)
- Bericht van Eenoog (1981/1982 - kinderen)
- De kleine tovenaars (1982)
- De Dans van de Bultenaar (1982/1983 - volwassenen)
- Het Geheim van de Toren (1983 - kinderen)
- Troev of De Verdronken Visser (1984 - volwassenen)
- De Man met de rode hoed (1984/1985 - kinderen)
- De Geliefden (1986/1987 - volwassenen)
- Het Geluk van Morgen (1986 - kinderen)
- De Pleisterplaats (1988/1989 - volwassenen)
- O...Oceaan (1988/1989 - kinderen)
- Genoeg gewacht (1989/1990 - volwassenen)
- De Omgekeerde Wereld (1991) (nooit tot stand gekomen)
- De Ontmoeting (1991) (nooit gespeeld)

## Films
- Kinderen van toen en nu (1981)
- Het vonnis (1989)